# 马三俊
马三俊（1820年—1854年），字命之，号融斋，安徽桐城人，清朝学者。学者马宗梿之孙，马瑞辰幼子，经学世家。
马宗梿、马瑞辰都以治经学著称。马三俊初学陆王心学，又师从方东树，学习程朱理学。他喜饮酒击剑。咸丰元年优贡，举孝廉方正制科。著有《马征君遗集》。太平天国战争爆发后，太平军进取皖南，马宗梿与诸生张勋办团练乡兵抵抗，守桐城。咸丰四年战死在周瑜城。

## 延伸阅读
[在维基数据编辑]
 《清史稿·卷493》，出自趙爾巽《清史稿》